# Lazare Carnot
Pour les articles homonymes, voir Lazare Carnot (homonymie) et Carnot.
Pour les autres membres de la famille, voir Famille Carnot.
Lazare Nicolas Marguerite Carnot, né le 13 mai 1753 à Nolay (France) et mort le 2 août 1823 à Magdebourg (Prusse), est un mathématicien, physicien, officier et homme d'État français.
Député à l'Assemblée législative puis à la Convention nationale, il est membre du Comité de salut public en 1793-1794 ; son rôle dans les succès des armées françaises de la Révolution lui vaut les surnoms de « Grand Carnot » et d'« organisateur de la Victoire ».
Directeur en 1795, il joue un rôle politique dans l'opposition durant le règne de Napoléon, mais est tout de même promu général en 1812, puis comte de l'Empire (titre inachevé car il n'alla pas retirer les lettres à la chancellerie) et ministre de l'Intérieur lors des Cent-Jours. Il meurt en exil comme régicide, ayant voté la mort de Louis XVI en 1793.
Il est l'une des principales figures de la famille Carnot.

## Biographie

### Famille
Lazare Nicolas Marguerite Carnot descend d'une famille bourgeoise d'origine calviniste, dont les membres ont exercé les professions de marchand puis de notaire et de magistrats,.
Il est le fils de Claude Carnot, avocat et notaire, et de son épouse Marguerite Pothier. Il fait partie d'une fratrie de sept enfants, dont deux autres sont connus : son frère aîné, Joseph, et un frère cadet, Claude Marie.
Il est l'époux de Jacqueline Sophie Dupont, de Maninghem (Pas-de-Calais), dont il a eu deux fils :
- Sadi, physicien, connu comme un des « pères » de la thermodynamique et du moteur thermique ;
- Hippolyte, homme politique, lui-même père de Sadi Carnot, président de la République à la fin XIXe siècle.

La descendance de Lazare Carnot
- Claude Carnot (1719-1797), notaire royal
  - Joseph Carnot (1752-1835), jurisconsulte
  - Lazare Carnot (1753-1823), physicien, mathématicien, général et homme politique
    - Sadi Carnot (1796-1832), physicien et ingénieur
    - Hippolyte Carnot (1801-1888), homme politique
      - Sadi Carnot (1837-1894), homme politique + Cécile Carnot (née Dupont-White, 1841-1898)
        - Claire Carnot (1864-1920) + Paul Cunisset-Carnot (1849-1919)
        - Sadi Carnot (1865-1948), colonel et écrivain
        - Ernest Carnot (1866-1955), industriel et homme politique + Marguerite Carnot (née Chiris) (1874-1962), présidente de l'Association des dames françaises
        - François Carnot (1872-1960), ingénieur et homme politique

      - Adolphe Carnot (1839-1920), chimiste, géologue et homme politique
        - Paul Carnot (1869-1957), médecin
        - Jean Carnot (1881-1969), homme politique

  - Claude Marie Carnot (1755-1836), général et homme politique

### Formation
En 1767, il entre au collège de la ville d'Autun, tenu par les Jésuites (aujourd'hui lycée Bonaparte). Lors de l'interrogation de sortie, il refuse le secours d'un officier chargé de le suppléer au cas où sa connaissance du latin serait prise en défaut. Il envisage dès lors une carrière dans les armes savantes : artillerie, marine ou fortifications ; mais son échec cuisant à l'examen d'entrée à la session de 1769 pousse son père à l'envoyer, avec une recommandation du duc d'Aumont, en préparation dans un établissement parisien, le cours Longpré.
En février 1771, après une période de préparation, il est admis troisième (sur douze admis et une centaine de candidats) à l'École royale du génie de Mézières, l'arme du Génie étant ouverte aux roturiers pour les emplois d'officiers. En janvier 1773, il en sort avec le grade de premier lieutenant.

### Officier du génie et homme de lettres

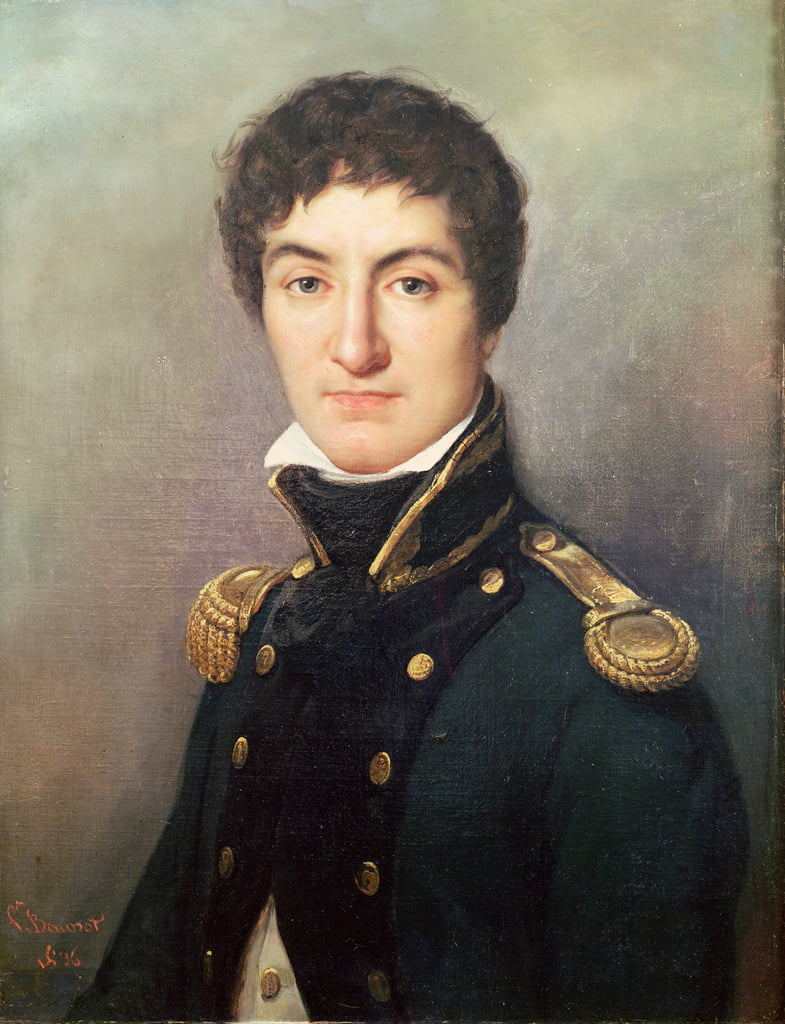
Portrait posthume de Lazare Carnot jeune par François Bouchot, 1836.

Lazare Carnot entre très jeune dans l'armée du génie, en 1771, à l'âge de dix-huit ans.
Passant pour un original parmi ses camarades, il n'est que capitaine au corps royal du génie lorsqu'il écrit, en 1783, un éloge de Vauban qui est couronné par l'Académie de Dijon.
Il refuse des propositions de service dans l'armée prussienne.[réf. nécessaire]
En 1786, Carnot, en garnison à Arras, entre à la société des Rosati fondée en 1778. Il publie plusieurs chansons dans le recueil des Rosati, notamment Je ne veux pas, les Mœurs de mon village, en neuf strophes, et plusieurs chansons bachiques. Son enthousiasme pour les Rosati l'amène à donner entre autres prénoms à son fils aîné celui de Saady, en référence au poète persan Saadi, auteur de l'Empire des roses.
En juin 1786, entre dans la société des Rosati l'avocat Maximilien de Robespierre.
Les almanachs des Muses du temps recèlent des poésies de Lazare Carnot extrêmement légères. Celui de 1791 contient ainsi, page 37, le Temps passé, dialogue burlesque entre madame Fagotin et M. Barbichon.
À Paris, en 1797, avec d'autres — dont deux anciens Rosati : Beffroy de Reigny et Dubois de Fosseux — Carnot est l'un des fondateurs de la Société des Belles Lettres.
Sous la Restauration on a réuni une bonne partie des pièces de vers composés par Carnot, alors en exil à Magdebourg, dans un recueil intitulé : Opuscules poétiques du général L.-N.-M. Carnot., Baudouin fils éditeur, Paris, 1820, in-8°.

### Période de la Révolution française (1789-1799)
Limité dans ses ambitions par ses origines roturières, Lazare Carnot se rallie à la Révolution française, lorsque, en 1789, les États généraux convoqués par Louis XVI se transforment en Assemblée nationale constituante (9 juillet), qui vote l'abolition des privilèges (nuit du 4 août), puis la Déclaration des droits de l'homme et du citoyen (26 août).
À partir de 1791, il s'implique personnellement dans la vie politique du pays dans une période agitée, devenant député à l'Assemblée législative (sous le règne de Louis XVI), et un an plus tard, à la Convention (sous la République). La victoire des montagnards (juin 1793) le propulse dans le grand organe du gouvernement révolutionnaire, le Comité de salut public. Il réussit à échapper aux conséquences de la défaite de Robespierre (juillet 1794) et à revenir au premier plan sous le Directoire, du moins jusqu'au coup d'État républicain de 1797, qui l'amène à partir en exil.

#### Député à l'Assemblée législative (septembre 1791)
La constitution de 1791 instaure une monarchie constitutionnelle. En septembre de la même année, Lazare Carnot est élu député du département du Pas-de-Calais, le neuvième sur douze, à l'Assemblée nationale législative. Son frère cadet Claude Marie Carnot est élu premier député du département. 
Carnot est admis dès octobre 1791 au Comité de guerre, puis au Comité d'instruction publique. En mars 1792, il vote en faveur de la mise en accusation de Bertrand de Molleville, le ministre de la Marine. En avril, il vote pour que les soldats du régiment de Châteauvieux qui s'étaient mutinés lors de l'affaire de Nancy soient admis aux honneurs de la séance. En août enfin, il vote en faveur de la mise en accusation du marquis de La Fayette. 

#### Député à la Convention: période girondine (septembre 1792-mai 1793)

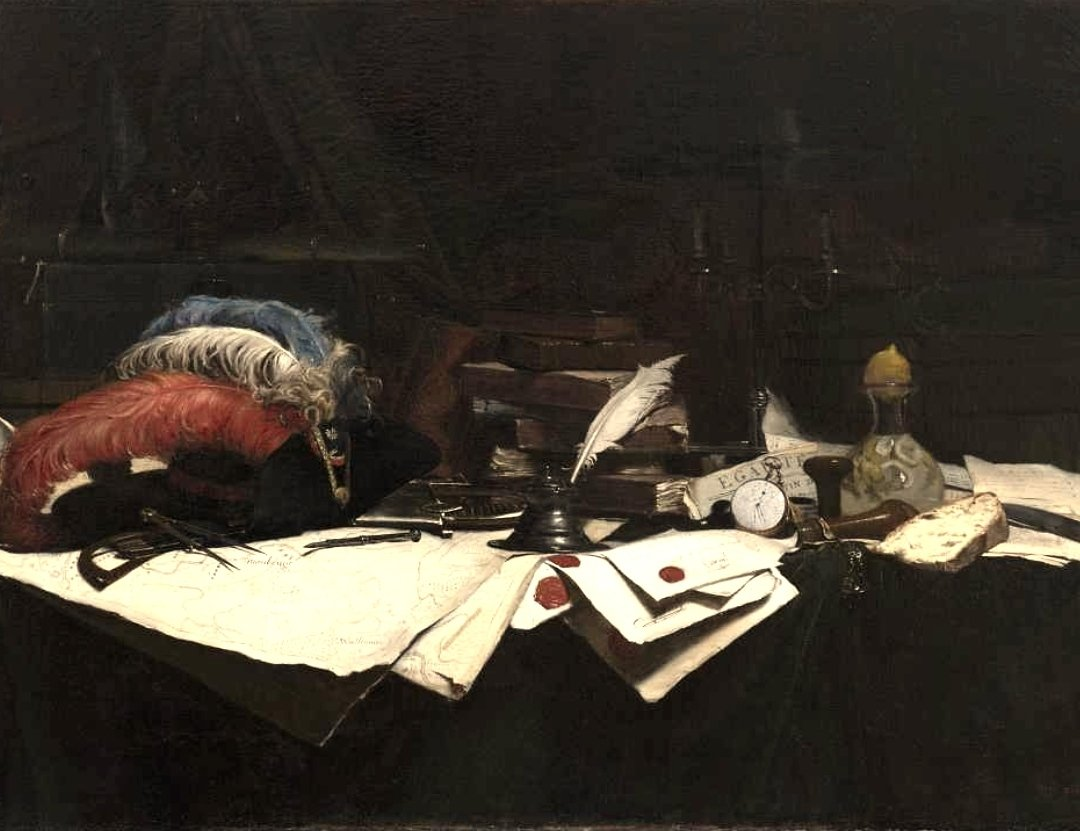
Le bureau du citoyen Carnot, huile sur toile d'Hippolyte Pierre Delanoy, 1880, Musée de la Révolution française, Vizille.

La monarchie française s'effondre à la suite de la journée du 10 août 1792 : les bataillons fédérés bretons et marseillais alliés aux habitants des faubourgs de Paris prennent le palais des Tuileries. Le roi et sa famille sont incarcérés à la tour du Temple le 13 août.  
En septembre 1792, Carnot est réélu député du Pas-de-Calais, le deuxième sur onze, à la Convention nationale. 
Carnot siège dans la Plaine mais affiche des proximités avec la Montagne. Lors du procès de Louis XVI, il vote la mort et rejette l'appel au peuple et le sursis à l'exécution. Il ne participe ni au scrutin sur la mise en accusation de Jean-Paul Marat en avril 1793, ni au scrutin sur le rétablissement de la Commission des Douze en mai de la même année.  
Carnot est en effet envoyé en mission à plusieurs reprises durant son mandat. Le 8 mars 1793, il est envoyé, aux côtés de Jean-Baptiste Mailhe, auprès de la section Quatre-Vingt-Douze. Le lendemain, il est envoyé en mission, aux côtés de Gaspard Lesage-Senault, dans les départements du Nord et du Pas-de-Calais afin d’accélérer la levée en masse. Le 30 du même mois, il est chargé de reconduire le général Dumouriez à Paris après la défaite française à la bataille de Neerwinden. Il échappe à l'arrestation et au contraire de ses collègues commissaires, Bancal des Issarts, Camus, François Lamarque et Nicolas-Marie Quinette, ensuite livrés aux Autrichiens.

#### Sous le gouvernement des montagnards (juin 1793-juillet 1794): le Comité de salut public
Il est élu membre du Comité de salut public en août 1793. Il y est chargé des affaires militaires (délégué aux Armées) et c'est à ce poste qu'il crée ou renforce les quatorze armées de la République française, confrontée aux offensives de la première coalition ainsi qu'au soulèvement vendéen et à d'autres mouvements insurrectionnels (Lyon, Marseille, etc.).
Envoyé comme représentant en mission à l'armée du Nord, il destitue le général Gratien (1764-1814), pour avoir reculé sur le champ de bataille, se met lui-même à la tête des colonnes françaises et contribue à la victoire décisive de Wattignies (près de Maubeuge), aux côtés du général Jourdan, le 16 octobre 1793.

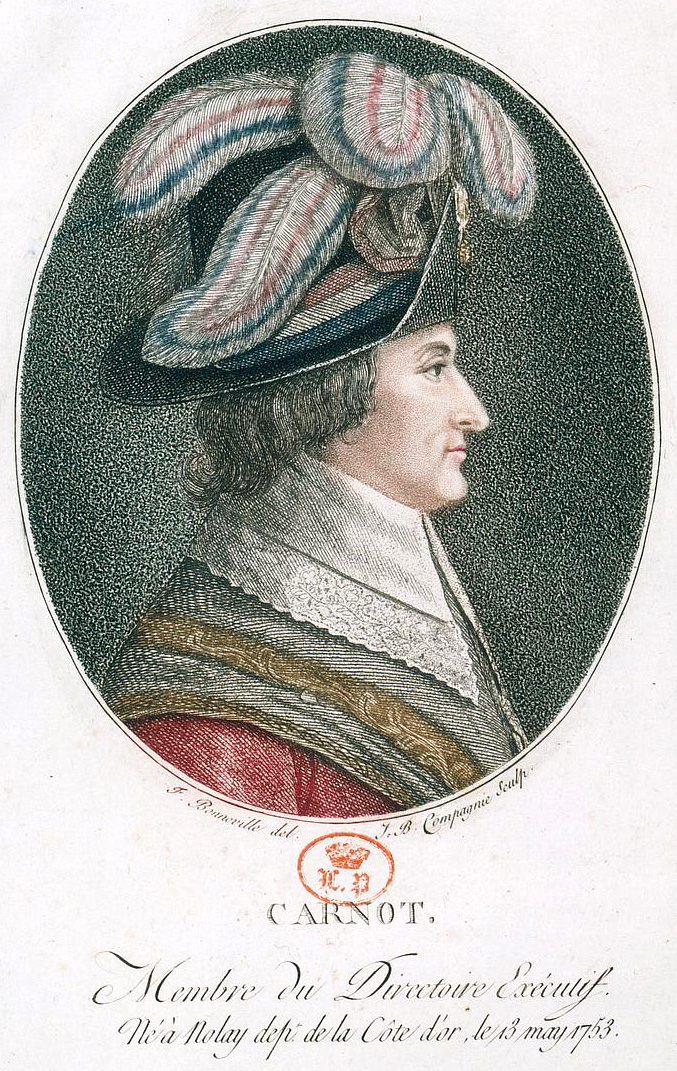
Lazare Carnot en tenue de Directeur
(estampe de François Bonneville).

Les armées françaises l'emportent d'abord contre les Vendéens (bataille de Savenay, décembre 1793), puis contre les Autrichiens (Fleurus, juin 1794).
Au sein du Comité, Carnot s'oppose à Robespierre en ce qui concerne les mesures sociales et à Saint-Just sur la conduite de la guerre,. Néanmoins, il donne son accord, entre autres, à l'élimination des Hébertistes (mars 1794), à l'élimination des Dantonistes (avril 1794), ainsi qu'à la politique générale de Terreur. 
Lors de la crise de Thermidor (juillet 1794), il se rallie aux conjurés (Tallien, Barras), qui sont d'anciens « terroristes », plus ou moins repentis, et contribue à la chute de Robespierre le 27 juillet (9 Thermidor an II).

#### Sous la Convention thermidorienne (27 juillet 1794-26 octobre 1795)
Bien qu'il reste membre du Comité, il n'en est pas moins menacé d'un éventuel décret d'arrestation de la Convention, étant donné son rôle aux côtés de Robespierre. Ce qui signifierait un procès très risqué, l'atmosphère étant alors très défavorable aux « jacobins » et aux « sans-culottes » (Terreur blanche).
Il doit attendre le 28 mai 1795 l'intervention de François-Louis Bourdon (Bourdon de l'Oise) et de Jean-Denis Lanjuinais pour que son avenir s'éclaircisse. Ils le présentent comme « l'organisateur de la victoire », affirment qu'au Comité de salut public, il s'est exclusivement occupé des opérations militaires et lui attribuent la plus grande part des succès des armées françaises ».

#### Directeur sous le premier Directoire (novembre 1795-septembre 1797)
Le 31 octobre 1795, lorsque sont mises en place des institutions de la constitution de l'an III, élaborée par la Convention thermidorienne, il est élu membre du premier Directoire, à la place de Siéyès, qui a démissionné aussitôt élu.
Sur le plan militaire, la spécialité de Carnot, il se trouve en minorité, au côté de Le Tourneur, lui aussi officier du Génie, face au « triumvirat » (Barras, Reubell, La Revellière-Lepeaux) : alors que la première coalition est réduite à l'Autriche et au Royaume-Uni, il est partisan d'une paix rapide, sans chercher plus d'agrandissements du territoire, alors que les trois autres Directeurs veulent porter la frontière nord-est sur le Rhin, « frontière naturelle de la France ». Le plan stratégique adopté est le leur : attaquer Vienne en partant de l'Allemagne (Moreau et Jourdan), fixation d'une partie de l'armée autrichienne en Italie (Kellermann et Bonaparte). L'application de ce plan va en fait donner un rôle primordial à l'armée d'Italie de Bonaparte, qui au bout d'un an et demi de campagne oblige l'Autriche à faire la paix et à accepter la frontière sur le Rhin (traité de Campo-Formio, octobre 1797).
Opposé comme ses collègues aux menées de l'extrême gauche, Carnot participe en 1796 à la lutte contre la conspiration de Gracchus Babeuf ; le 28 avril, il fait dissoudre la légion de police (créée après Thermidor), où les conjurés ont des appuis, peu avant l'arrestation de Babeuf le 10 mai.
Après cette crise, il est favorable à un rapprochement avec une partie des royalistes, dans la mesure où ceux-ci, la Terreur finie, peuvent espérer remporter les élections à venir. En cela, il s'oppose là encore au « triumvirat », défenseur strict du régime républicain.

#### Le coup d'État du 18 Fructidor et la destitution de Carnot (septembre 1797)
Lorsque les élections de 1797 amènent une majorité de royalistes dans les deux conseils législatifs, ils élisent un directeur royaliste (monarchiste constitutionnel), François Barthélemy. Carnot est favorable au respect des institutions, alors que deux autres directeurs pensent qu'il faut intervenir contre cette majorité royaliste. Le cinquième directeur, Barras, ayant adopté leur point de vue, un coup d'État est organisé avec l'appui de l'armée (dont Augereau, et en arrière-plan, Bonaparte).
Le coup d'État du 18 fructidor (4 septembre 1797) aboutit à l'arrestation de nombreux royalistes, qui sont déportés en Guyane. Carnot est destitué de sa fonction de directeur. Il décide alors de partir à l'étranger.
Comme il est membre de l'Académie des sciences depuis le 1er août 1796 (section des arts mécaniques), dès le 26 septembre 1797, le ministre de l'Intérieur rappelle à l'institut que la place du « citoyen Carnot » est vacante et l'engage à choisir un successeur. Le 25 décembre 1797, c'est le général Bonaparte qui est élu. Carnot avait également pensé à Joseph Sulkowski comme éventuel successeur à Bonaparte.
Par la suite, Carnot sera réélu le 26 mars 1800, sous le Consulat, puis exclu de l'Académie par l'ordonnance royale du 21 mars 1816.

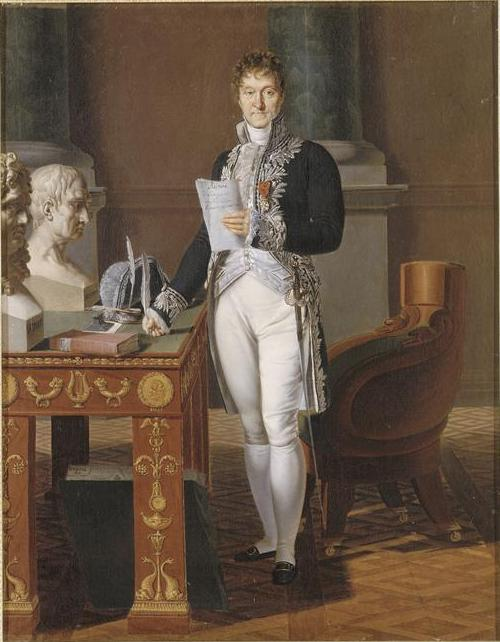
Lazare Nicolas Marguerite, comte Carnot, général (1753-1823) (anonyme, vers 1815, musée de l'Histoire de France).

#### Premier exil (septembre 1797-novembre 1799)
Durant cette période, il séjourne en Allemagne.

### Après la Révolution

#### Consulat et Premier Empire
Rappelé par le Premier consul Napoléon Bonaparte après le coup d'État du 18 brumaire, il reçoit le portefeuille de la Guerre qu'il conservera jusqu'à la conclusion de la paix d'Amiens en 1802, après les batailles de Marengo et d'Hohenlinden.
Élu au Tribunat en 1802, il vote contre le consulat à vie, puis est le seul membre à voter contre la création de l'Empire.
Il reste sans emploi jusqu'à la campagne de Russie : à cette époque, il offre son épée à Napoléon Ier. On s'aperçoit alors qu'il n'a que le grade de chef de bataillon (commandant). Il est alors promu au grade de général de division.
En 1814, la défense d'Anvers lui est confiée : il s'y maintient longtemps et ne consent à remettre la place que sur l'ordre de Louis XVIII.

#### Rôle pendant les Cent-Jours
Carnot est fait comte de l'Empire le 20 mars 1815, mais « […] le général Carnot, […], ne porta jamais ce titre de comte et ne retira pas les lettres patentes de la chancellerie » et pair des Cent-Jours (2 juin 1815).
Il est ministre de l'Intérieur du 20 mars au 22 juin 1815.
Favorable au système de l'enseignement mutuel dans les écoles populaires, où les meilleurs élèves encadrent les autres, il établit celui-ci en France. Sensible à l'importance de la musique, il souhaita l'enseignement de celle-ci aux élèves. Dans cette intention, il rencontra plusieurs fois Alexandre-Étienne Choron, qui réunit un certain nombre d'enfants et leur fit exécuter en sa présence plusieurs morceaux appris en fort peu de leçons. Par ailleurs, Carnot connaissait le pédagogue Wilhem depuis dix ans. Il entrevit aussi la possibilité d'introduire, par lui, le chant dans les écoles, et tous deux visitèrent ensemble celle de la rue Jean-de-Beauvais, ouverte à Paris à trois cents enfants. Le projet avec Choron avorta après la fin du pouvoir napoléonien après la bataille de Waterloo, mais connut une suite : Choron ouvrit une très prestigieuse école de musique privée. De son côté, Wilhem créa le mouvement musical de masses des orphéons.

#### Restauration et exil
Après la deuxième abdication de Napoléon, Carnot fait partie du gouvernement provisoire.
Exilé au moment de la Restauration, il est banni comme régicide en 1816 et se retire à Varsovie, puis à Magdebourg, où il consacrera le reste de ses jours à l'étude.

### Funérailles au Panthéon

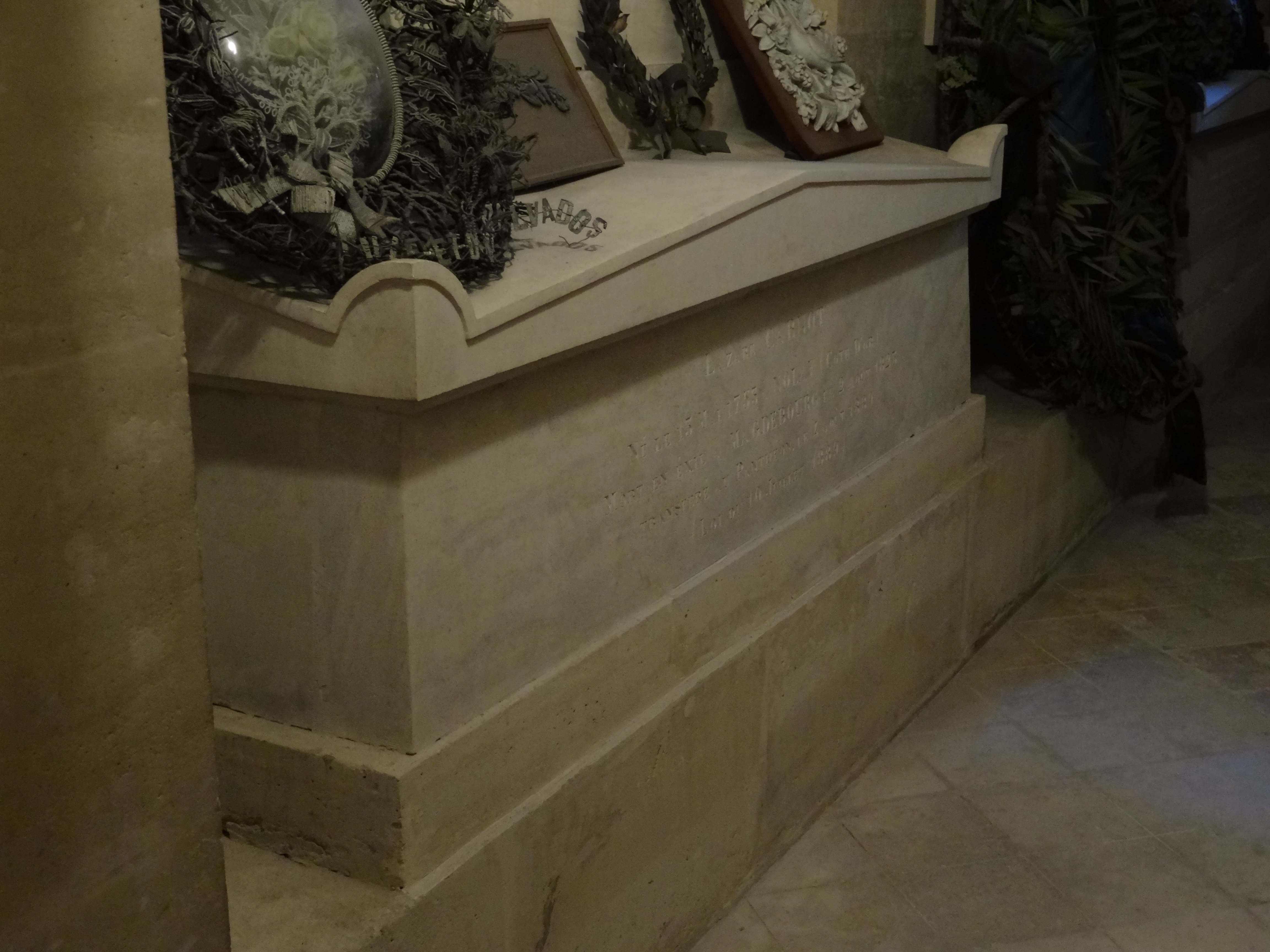
Le tombeau de Lazare Carnot au Panthéon.

Ses cendres ainsi que celles de Marceau, de La Tour d'Auvergne et de Baudin, ont été transférées au Panthéon, le 4 août 1889 au cours d'une imposante cérémonie, pendant le septennat de son petit-fils Sadi Carnot.

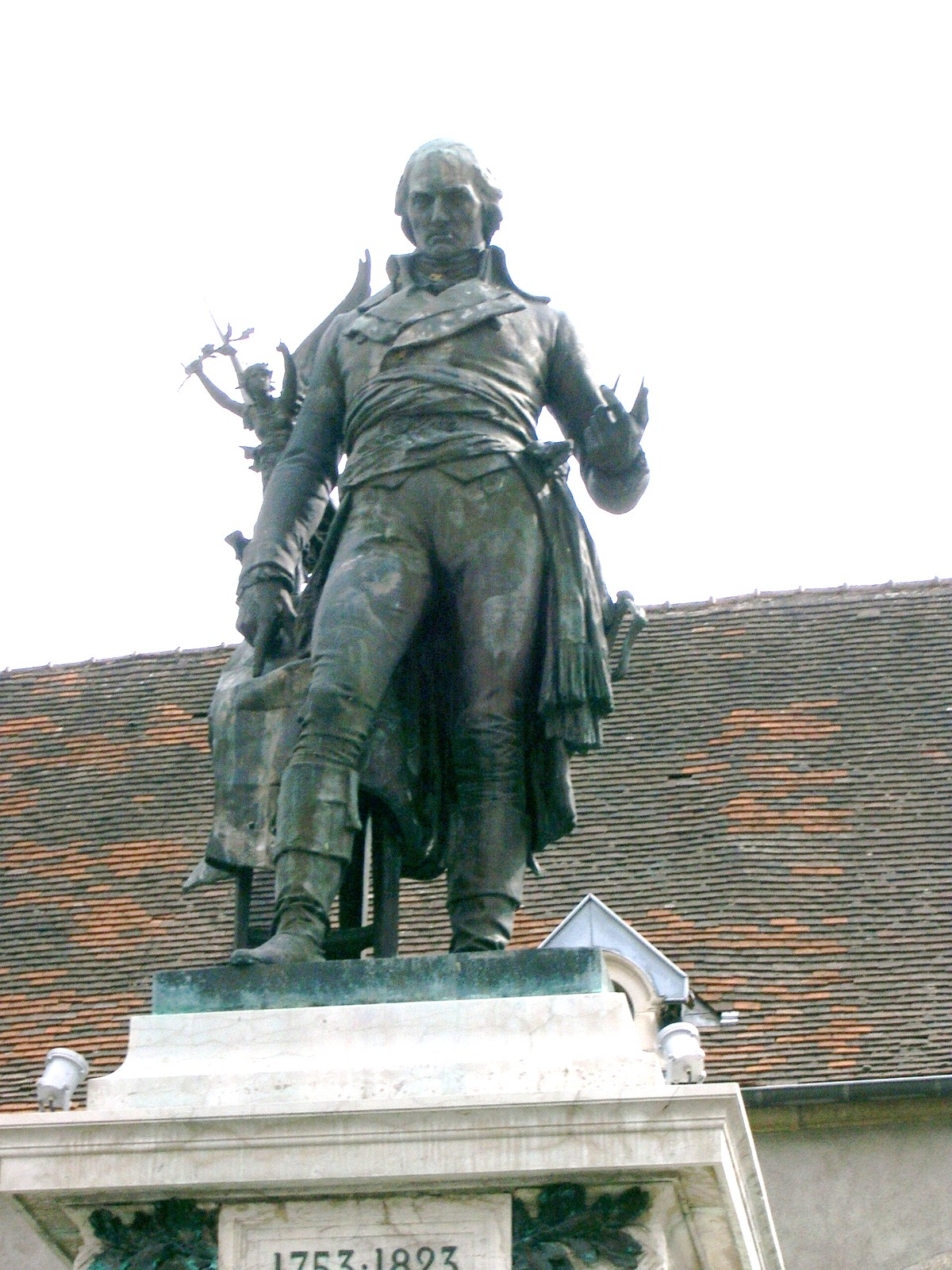
Monument à Lazare Carnot dans sa ville natale de Nolay.

## Controverse: rôle dans la guerre de Vendée
Reynald Secher l'a accusé d'avoir une responsabilité dans la décision des massacres perpétrés lors de la guerre de Vendée, notamment en préparant en 1793 deux décrets votés par la Convention, ceux du 1er août et du 1er octobre 1793.
Dans une lettre du 19 janvier 1794, deux jours après la publication de l'ordre général organisant les colonnes infernales, le général Turreau écrivit au ministre de la Guerre et au Comité de salut public, comme il l'avait fait le 15 janvier 1794 aux représentants en mission à Angers et Saumur, afin d'obtenir leur approbation. Si, dans sa lettre aux représentants, il expliquait : « Mon intention est bien de tout incendier, de ne réserver que les points nécessaires à établir les cantonnements propres à l'anéantissement des rebelles ; mais cette grande mesure doit être prescrite par vous. Je ne suis que l'agent passif des volontés du corps législatif que vous pouvez représenter dans cette partie. Vous devez également prononcer d'avance sur le sort des femmes et enfants que je rencontrerai dans ce pays révolté. S'il faut les passer tous au fil de l'épée, je ne puis exécuter une pareille mesure, sans un arrêté qui mette à couvert ma responsabilité », il écrivit au comité : « je regarde indispensable la mesure de brûler villes, villages et métairies, si l'on veut entièrement finir l'exécrable guerre de la Vendée ; sans quoi je ne pourrais répondre d'anéantir cette horde de brigands, qui semblent trouver chaque jour de nouvelles ressources ». Les représentants ne lui répondirent pas. Carnot attendit trois semaines avant de lui envoyer, le 8 février, une réponse jugée ambiguë, tant par Alain Gérard que Jean-Clément Martin :

« Tu te plains de n'avoir pas reçu du comité l'approbation formelle de tes mesures ; elles lui paraissent bonnes et tes intentions pures. Mais éloigné du théâtre de tes opérations, il attend les grands résultats pour se prononcer dans une matière sur laquelle on l'a déjà trompé tant de fois, aussi bien que la Convention nationale. Les intentions du comité ont dû t'être transmises par le ministre de la Guerre. Nous nous plaignons nous-mêmes de recevoir trop rarement de tes nouvelles. Extermine les brigands jusqu'au dernier, voilà ton devoir ; nous te prescrivons surtout de ne pas laisser une seule arme à feu dans les départements qui ont participé à la révolte et qui pourraient s'en servir encore. Armes-en les soldats de la liberté. Nous regarderons comme traîtres tous les généraux, tous les individus qui songeraient au repos, avant que la destruction des révoltés soit entièrement consommée. Encore une fois, recueille toutes les armes et fais passer ici sans délai toutes celles qui ont besoin de réparations. Nous t'envoyons un arrêté qui paraît propre à seconder tes vues. »

Le 23 juillet 1794, plus de deux mois après la destitution de Turreau et l'arrêt des colonnes infernales, il écrivit au nom du Comité de salut public, aux représentants en mission dans l'Ouest à Niort, en réponse à une proclamation des agents préposés à la surveillance des récoltes, transmise par la commission militaire de Noirmoutier :

« Où donc a-t-on pris que le gouvernement voulait faire grâce aux auteurs, fauteurs et instigateurs des outrages faits à la souveraineté du peuple dans la Vendée ? Hâtez-vous, au contraire, chers collègues, de livrer au glaive vengeur tous les promoteurs et chefs de cette guerre cruelle, et que les scélérats qui ont déchiré les entrailles de leur patrie reçoivent enfin le prix de leurs forfaits. Les femmes, les enfants, les vieillards, les individus entraînés par la violence ne méritent pas sans doute le même sort que les monstres qui ont ourdi la révolte, qui l'ont servie de leur volonté comme de leur bras, et l'on peut prendre à leur égard des mesures de sûreté moins rigoureuses. Mais ce serait abandonner le pays aux horreurs d'une guerre nouvelle et la vie des patriotes à la merci des brigands que d'user envers ceux-ci d'une indulgence absurde et meurtrière. Vous voudrez donc bien, sans perdre un moment, chers collègues, ordonner que la justice révolutionnaire reprendra son cours, et ne pas perdre de vue que nous n'avons qu'un seul but, celui de terminer enfin l'horrible guerre de la Vendée, objet dont on s'écarte également, soit par une lâche indulgence, soit par des exécutions qui, en frappant sur la faiblesse, ne pourraient que révolter la justice et l'humanité. »

## Publications

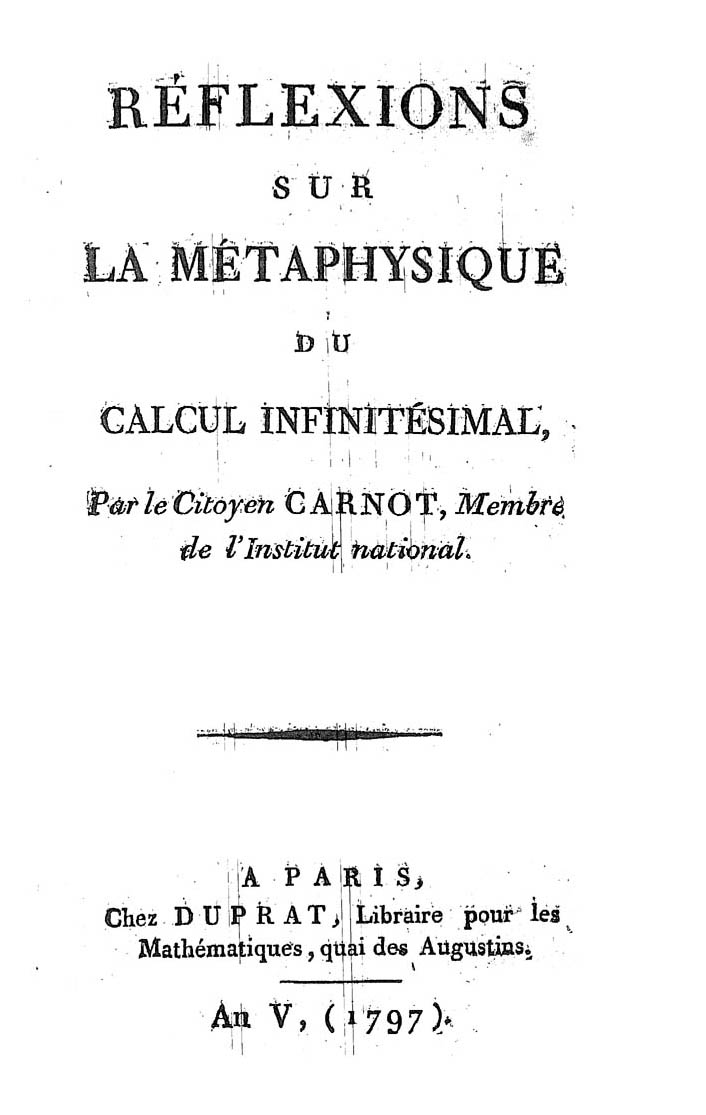
Réflexions sur la métaphysique du calcul infinitésimal, 1797.

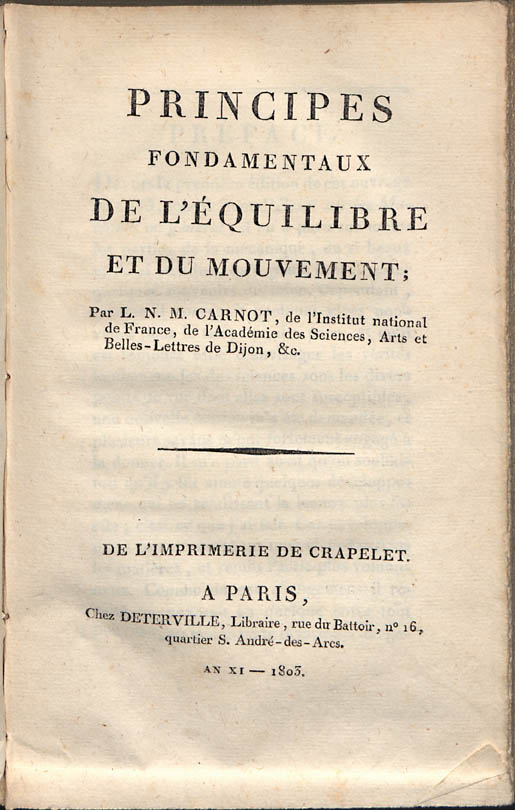
Principes fondamentaux de l'équilibre et du mouvement, 1803.

### Ouvrages militaires
- Éloge de M. le Maréchal de Vauban, premier prix de l'Académie de Dijon, Dijon et Paris, A. Jombert Jeune, 1784 (lire en ligne).
- Mémoire présenté au Conseil de la Guerre au sujet des places fortes qui doivent être démolies ou abandonnées, ou Examen de cette question : Est-il avantageux au Roi de France qu'il y ait des places fortes sur les frontières de ses États ?, Paris, Barois l'Aîné, 1789.
- De la défense des places fortes. Ouvrage composé pour l'instruction des élèves du Corps du Génie, Paris, Courcier, 1810.
- Mémoire adressé au roi (juillet 1814). Il y censure la marche suivie par le ministère.

### Œuvre scientifique
Lazare Carnot est mondialement connu pour ses travaux scientifiques. Son Essai sur les machines en général de 1783 précise les lois du choc et énonce la loi de conservation du travail. Il publie Métaphysique du calcul infinitésimal en 1797. Avec sa Géométrie de position (1803), suivie en 1806 de son Essai sur la théorie des transversales, il apparaît en même temps que Monge comme l'un des créateurs des géométries modernes. Par ailleurs , il participe avec ce dernier à la fondation de l'École polytechnique.
- [1783] Essai sur les machines en général, Dijon / Paris, impr. Defay / libr. Nyon l'aîné, 1783 (réimpr. 1786, 1797), 107 p. (lire en ligne).
- [1797] Réflexions sur la métaphysique du calcul infinitésimal, Paris, libr. Duprat, 1797 (réimpr. 1839, 3e édition, impr. Bachelier, 254 p. ; 1860, 4e édition, Mallet-Bachelier, 160 p.), 80 p. (lire en ligne).
- [1801] De la Corrélation des figures de géométrie, Paris, impr. Crapelet, libr. Duprat, 1801, 4 pl. + 188, sur gallica (lire en ligne).
- [1803] Géométrie de position, Paris, impr. Crapelet, libr. J.B.M. Duprat, 1803, 15 pl. + 489, sur gallica (lire en ligne).
- [1803] Principes fondamentaux de l'équilibre et du mouvement, Paris, impr. Crapelet, libr. Deterville, 1803, 2 pl. + 262, sur gallica (lire en ligne).
- [1806] Mémoire sur la relation qui existe entre les distances respectives de cinq points quelconques pris dans l'espace ; suivi d'un Essai sur la théorie des transversales (p. 65-95) et de Digression sur la nature des quantités dites négatives (p. 96-111), Paris, impr.-libr. Courcier, 1806, 111 p., sur gallica (lire en ligne).

### Œuvre littéraire
- « Quelques poésies de Carnot », Almanach des muses, Paris, Delalain, 1786-1791.
- Opuscules poétiques du général L.N.M. Carnot, Paris, Baudoin Fils, 1820.
- Don Quichotte. Poème héroï-comique en six chants, Paris, F.A. Brockhaus, 1821.
- Général Lazare Carnot. Poésies, Paris, E. Boulanger, 1894.
- Le Rêve. Ode, 1899.
- Choix de poésies du général L.N.M. Carnot, Paris, Imprimerie E. Baudelet, 1933.

## Hommages
- Dans Une ténébreuse affaire (1841), Honoré de Balzac le met en scène face à Fouché, Sieyès et Talleyrand en lui prêtant un bon mot resté célèbre : « Un petit homme, froid et sévère, quitta sa place et rejoignit ces trois hommes en disant à haute voix : « Je crains le brelan des prêtres. » Il était ministre de la Guerre. (…) Le mot de Carnot n'inquiéta point les deux consuls qui jouaient dans le salon »[47].
- Il fait partie des soixante-douze savants dont le nom est inscrit sur la tour Eiffel.
- Son nom est donné à de très nombreuses voies et places ainsi qu'à bon nombre d'établissements scolaires publics à travers toute la France (à Paris : avenue Carnot et boulevard Carnot, à Arras : boulevard et lycée Carnot, à Lyon : place Carnot, à Dijon : lycée Carnot, à Toulouse : Boulevard Lazare-Carnot, etc.) et même au-delà : il existe par exemple une rue Carnot (Carnotstraat) à Anvers. Toutefois, le nom de Carnot est aussi donné en hommage aux autres illustres membres de sa famille (à Lyon, par exemple, la place Carnot est en effet dédiée à Lazare Carnot, mais la rue Carnot commémore le président Sadi Carnot, assassiné dans cette ville).
- L'Académie des Sciences et le ministère français de la Défense décernent tous les deux ans un prix qui porte le nom prix Lazare Carnot.
- Un timbre Lazare Carnot de 10F +4F de la série des célébrités de la révolution de 1789 est mis en vente en juillet 1950.
- Dans son célèbre discours du 19 décembre 1964 pour la panthéonisation de Jean Moulin, André Malraux prononce le vœu suivant, à propos des cendres du résistant : « À côté de celles de Carnot avec les soldats de l'an II, de celles de Victor Hugo avec les misérables, de celles de Jaurès veillé par la Justice, qu 'elles reposent avec leur long cortège d'ombres défigurées ! »
- La promotion 1959 de l'E.N.A [École Nationale d'Administration] a adopté comme nom celui de Lazare Carnot.
- La promotion 2016 de l'École nationale supérieure de l'infrastructure militaire porte le nom de Lazare Carnot.

## Armoiries
| Figure | Blasonnement |
|        | Armes du comte Carnot et de l'Empire (20 mars 1815 : « Le général Carnot, […], ne porta jamais ce titre de comte et ne retira pas les lettres patentes de la chancellerie. »), général de division (Cent-Jours), ministre de l'Intérieur (20 mars - 22 juin 1815), grand-croix de la Légion d'honneur (Cent-Jours), D'azur, à trois merlettes d'or, 2, 1, surmontées en chef d'une étoile d'argent, |

## Sources primaires
- Les papiers personnels de Lazare Nicolas Marguerite Carnot sont conservés aux Archives nationales sous la cote 108 AP (lire en ligne).
- Étienne Charavay (éd.), Correspondance générale de Carnot (4 volumes), Imprimerie nationale, 1892-1907.
- Hippolyte Carnot, Mémoires sur Carnot par son fils (2 volumes), Pagnerre, 1862-1863.